# لا أرغب في فعل أي شيء
لا أرغب في فعل أي شيء (بالكورية: 아무것도 하고 싶지 않아)؛ هو مسلسل تلفزيوني كوري جنوبي، من بطولة كيم سول هيون وإيم سي وان. مبني على الويب توون الذي يحمل نفس الاسم للكاتب جو يونغ هيون. المسلسل هو دراما أصلية من Genie TV ، وهو متاح على المنصة الشقيقة Seezn. عرض ايضاً على قناة ENA في 21 نوفمبر 2022. تم بثه كل يومي الاثنين والثلاثاء.

## القصة
تدور أحداث المسلسل حول يو ريوم وأمين المكتبة آهن داي-بوم، اللذان أعلنا إضرابًا عن الحياة، تاركين مدينتهم ويبحثون عن أنفسهم في مكان غريب.

## طاقم

### رئيسي
- كيم سول هيون في دور لي يو ريوم: امرأة تبلغ من العمر 28 عامًا قررت ترك وظيفتها لمدة خمس سنوات والانتقال إلى بلدة ساحلية صغيرة تسمى اهنجوك.[9]
- ايم سي وان في دور اهن داي بوم: أمين مكتبة في مكتبة اهنجوك وهو عبقري في الرياضيات.[10]

### دور داعم
- شين اون سو في دور كيم بوم[11]
- بانج جاي مين في دور هيو جاي هون[12]
- بارك يي-يونغ في دور جو جي يونغ[11]
- كواك مين جيو في دور باي سونغ مين[11]

## المشاهدات
| الموسم | الموسم | رقم الحلقة  | رقم الحلقة  | رقم الحلقة  | رقم الحلقة  | رقم الحلقة  | رقم الحلقة  | رقم الحلقة | رقم الحلقة | رقم الحلقة  | رقم الحلقة  | رقم الحلقة  | رقم الحلقة | المتوسط     |
| الموسم | الموسم | 1           | 2           | 3           | 4           | 5           | 6           | 7          | 8          | 9           | 10          | 11          | 12         | المتوسط     |
| ------ | ------ | ----------- | ----------- | ----------- | ----------- | ----------- | ----------- | ---------- | ---------- | ----------- | ----------- | ----------- | ---------- | ----------- |
|        | 1      | ستُعلن لاحقًا | ستُعلن لاحقًا | ستُعلن لاحقًا | ستُعلن لاحقًا | ستُعلن لاحقًا | ستُعلن لاحقًا | 262        | 238        | ستُعلن لاحقًا | ستُعلن لاحقًا | ستُعلن لاحقًا | 230        | ستُعلن لاحقًا |

| | تاريخ البث      | تقييمات "نيلسن كوريا" | تقييمات "نيلسن كوريا" |
| على الصعيد الوطني | تاريخ البث      | سيئول                 |                       |
| --- | --------------- | --------------------- | --------------------- |
| 1 | 21 نوفمبر 2022  | 0.633%                | N/A                   |
| 2 | 22 نوفمبر 2022  | 0.655%                | N/A                   |
| 3 | 28 نوفمبر 2022  | 0.697%                | N/A                   |
| 4 | 29 نوفمبر 2022  | 0.657%                | N/A                   |
| 5 | 5 ديسمبر 2022   | 0.7%                  | N/A                   |
| 6 | 6 ديسمبر 2022   | 0.8%                  | N/A                   |
| 7 | 12 ديسمبر 2022  | 1.2%                  | 1.382%                |
| 8 | 13 ديسمبر 2022  | 1.1%                  | 1.201%                |
| 9 | 19 ديسمبر 2022  | 0.9%                  | N/A                   |
| 10 | 20 ديسمبر، 2022 | 0.9%                  | 1.179%                |
| 11 | 26 ديسمبر 2022  | 1.1%                  | 1.352%                |
| 12 | 27 ديسمبر 2022  | 1.0%                  | 1.413%                |
| متوسط | متوسط           | 0.866%                | N/A                   |
| - تُبث هذه الدراما على قناة الكابل / التلفزيون المدفوع الذي عادةً ما يكون جمهورها أصغر نسبيًا مقارنةً بالمحطات التلفزيونية / العامة (KBS ، SBS ، MBC ، EBS). |                 |                       |                       |

## الإنتاج

### صناعة
المسلسل من تأليف وإخراج كل من لي يون جونغ هونغ مون بيو. ومن تخطيط كي تي استوديو القسم المسؤول عن أعمال الشبكات التابعة (Genie TV وENA ومنصة Seezn)، وانتاجه من قبل GTist. كان عنوان المسلسل المبكر هو إضراب صيف (بالكورية: 썸머 스트라이크).

### تصوير
عُقدت القراءة الأولى للسيناريو في أبريل 2022. صور المسلسل في مقاطعة جيو راي وجوكسيونغ ومحافظة نامهاي.

### الإصدار
في 8 نوفمبر 2022، أصدرت قناة ENA عرض تشويقي للمسلسل، في الأصل، كان المقرر عرض المسلسل كل يومي الجمعة والسبت كمتابعة لمسلسل غاوس للإلكترونيات، لكن في نهاية تم تنظيمه لفترة الاثنين والثلاثاء.

## روابط خارجية
- الموقع الرسمي
 (بالكورية)
- لا أريد أن أفعل أي شيء على موقع IMDb (الإنجليزية)
- لا أريد أن أفعل أي شيء على موقع نتفليكس (الإنجليزية)
- لا أريد أن أفعل أي شيء على موقع فيلمافينيتي (الإسبانية)
- لا أريد أن أفعل أي شيء على موقع قاعدة بيانات الفيلم (الإنجليزية)
- لا أرغب في فعل أي شيء على هانسينما